# Hochschwab

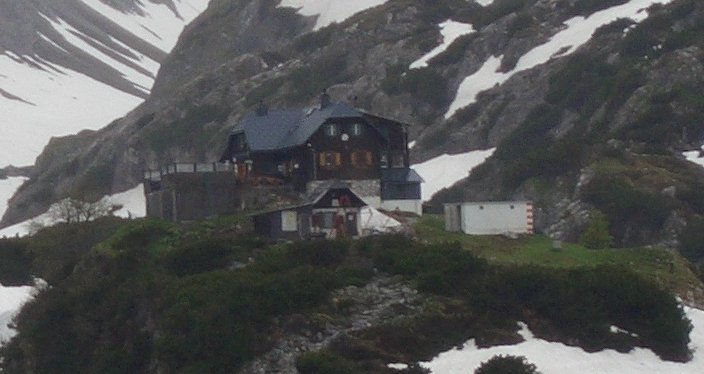
Voisthalerhütte

Hochschwab (německy Hochschwabgruppe) je pohoří v Severních vápencových Alpách v Rakousku. Pohoří se nachází ve Štýrsku. Nejvyšším vrcholem je stejnojmenný Hochschwab vysoký 2277 m n. m.

## Poloha
Pohoří se nachází ve východní části Severních Alp ve Štýrsku.
Skupina je vymezena podle členění Alpského klubu Východní Alpy (AVE):
   Großreifling - Salza - Wildalpen - Gußwerk - Wegscheid - Seebergsattel - Seegraben - Stübmingbach - Thörlbach k soutoku s Mürz - Mürz k soutoku s Murou - Mura do Leobenu - Vordernberger Bach - Präbichl - Erzbach - Hieflau - Enže až do Großreiflingu.
Zahrnuje:
- masiv Hochschwab (Hochschwabgruppe) ve vlastním slova smyslu:[2]
  - Rozsáhlá vápencová plošina má rozlohu asi 400 km² a na východě je ohraničena pohořím Seebergsattel a na západě průsmykem Präbichl. Pouze tento masiv patří k vápencovým Vysokým Alpám Severních vápencových Alp.
  - Aflenzer Staritzen (může být také vnímán jako východní úpatí Hochschwabstocku).
  - Zeller Staritzen, na severovýchodě.
  - Polster, Hochturm (Trenchtling), Pribitz, Meßnerin - jedná se o jižní úpatí Hochschwabu východně od Präbichlu.
  - severní okraje povodí Aflenz, nepříliš odlišné od masivu Hochschwab na severu a již středně hornaté, s Ilgner Alpl, Aflenzer Bürgeralm, Oisching/Schießlingalm.
- již patří do droby a Centrálních krystalických Alp:
  - pohoří mezi Pichl-Großdorf a Etmißl
  - dvě skupiny kolem Kletschachkogel a Thalerkogel mezi údolími Vordernbergertal a Lamingtal.
  - skupina Floning od Lamingtalu po dolní Thörlbach

Pouze vápencová alpská část se obvykle označuje jako skupina Hochschwab, jižní části systematicky doplňované alpskými svazy (podél významné orografické linie údolí), které mají zcela odlišný ráz krajiny, se zde klasifikují jako Mürztalské Alpy (Mürzberge).

## Geologie
V masivu Hochschwab došlo několikrát k obrovským sesuvům půdy. Za zmínku stojí zejména ten u Wildalpenu, kde se kolem roku 4000 př. n. l. odlomila obrovská masa horniny z Ebensteinu a Brandsteinu a propadla se na sever. Následně se masa sesuvu rozpadla a hřměla jako přívalová vlna za dnešním Wildalpenem do údolí Salzatal. V pravěku došlo v Tragößu ke dvěma dalším sesuvům (z Meßnerinu, který přehradil jezero Grüner See, a z Trenchtlingu, který přehradil jezero Pfarrerlacke). Masiv Hochschwab je známý také jako masiv Hochschwab.
Masiv Hochschwabu je také bohatý na jeskyně, nachází se zde například rozsáhlá jeskyně Frauenmauer.
Od Präbichlu se na sever podél Aflenzské kotliny táhnou vrstvy Werfenu (klastické podloží vápnitých alpských příkrovů) a pásmo Grauwacke (jeho břidlicové podloží s porfyroidy a vápenci, které je rovněž nositelem významných nerostných surovin), které dávají tomuto pásmu středohorský reliéf. Od Präbichlu vede severovýchodním směrem také žíla werfenských vrstev (Griesboden, Jassinggraben, Ochsenboden, Ghf. Bodenbauer), která vyznačuje významné jižní křídlo Hochschwabstocku v pramenné oblasti potoků Laming a Ilgner. Hory jižně od něj, Hochturm, Pribitz a Meßnerin, jsou však čistě vápencové.
Jižní část skupiny je zcela odlišná; patří do Centrálních krystalických Alp (masivy pararuly, Kletschach kogel a masiv Floningu).

## Popis
Vápencový hřeben pohoří Hochschwab je tvořen vysokými masivními štíty s několikasetmetrovými stěnami, propastnými dolinami a s typickými alpskými loukami. Nejvyšší vrchol propůjčil jméno celému pohoří.

## Poloha
Rozloha pohoří Hochschwab činí 1 050 km². Na severu jej odděluje od Ybbstálských Alp hluboké údolí řeky Salza, západní hranici tvoří údolí potoka Vordernberg Bach. Na jihu je pohoří odděleno od Lavanttalských Alp významnou rakouskou řekou Mur a konečně na východě je pohoří ohraničeno tokem říčky Thörlbach.

## Turistika
Hory jsou zpřístupněny soustavou značených turistických stezek a přechod hlavního hřebene patří mezi velmi hodnotné zážitky. Technicky se jedná o jednoduchou turistiku, ale již skutečně vysokohorskou. V pohoří Hochschwab existuje několik zajištěných cest (např. G´Hacktes - žebříky, ocelová lana, zábradlí, celkově obtížnost B. Převýšení při výstupu na Hochschwab je 1 400 metrů. Za návštěvu slouží také zajímavá soutěska Fölzklamm.

### Výchozí bod
Tržní obec a klimatické lázně Kurort Aflenz (765 m n. m., 1 060 obyvatel), leží na jižním úpatí pohoří Hochschwab. Ze severního okraje lázní (ústí doliny Bürgergraben) vede na louku Bürgeralm sedačková lanovka, odkud je možno vystoupit na rozhledový vršek Windgrube (1 809 m n. m., občerstvení). Pro výstup na Hochschwab od východu však musíme výše do hor. Vhodným místem k výstupu je horská chata Voisthalerhütte (1 654 m n. m., majetek ÖAV), stojící na okraji louky Dallwitzalm pod východní stěnou Wetterkogelu (2 055 m n. m.). Přístup na ní je možný i použitím dvojsedačkové lanovky na Burgeralp a odtud pěšky (3,30 hod.). Od jihu, v dolině Trawiestal, slouží jako výchozí bod hotel Bodenbauer Alpenhotel (884 m n. m.).

## Významné vrcholy
- Hochschwab - 2 277 m n. m.
- Ringkamp - 2 153 m n. m.
- Grosser Griesstein - 2 023 m n. m.
- TAC Spitze - 2 019 m n. m.